# Muhammad Naguib
Muhammad Naguib (Naghib) (în arabă محمد نجيب; n. 20 februarie 1901, Khartoum, Sudan – d. 28 august 1984, Cairo, Egipt) a fost primul președinte al Egiptului, ocupând funcția supremă după proclamarea Egiptului ca republică (18 iunie 1953) până în 14 noiembrie 1954. Alături de Gamal Abdel Nasser, a fost unul dintre liderii revoluției din 1952 prin care monarhia egipteană a fost răsturnată. În urma neînțelegerilor avute cu Gamal Abdel Nasser, a fost îndepărtat de la putere și pus sub arest la domiciliu pe o perioadă de 18 ani. În 1972 a fost eliberat de către cel de-al treilea președinte al Egiptului, Anwar Sadat.